# Deutsche Botschaft Den Haag
Die Deutsche Botschaft Den Haag ist die diplomatische Vertretung der Bundesrepublik Deutschland im Königreich der Niederlande.

## Lage und Gebäude

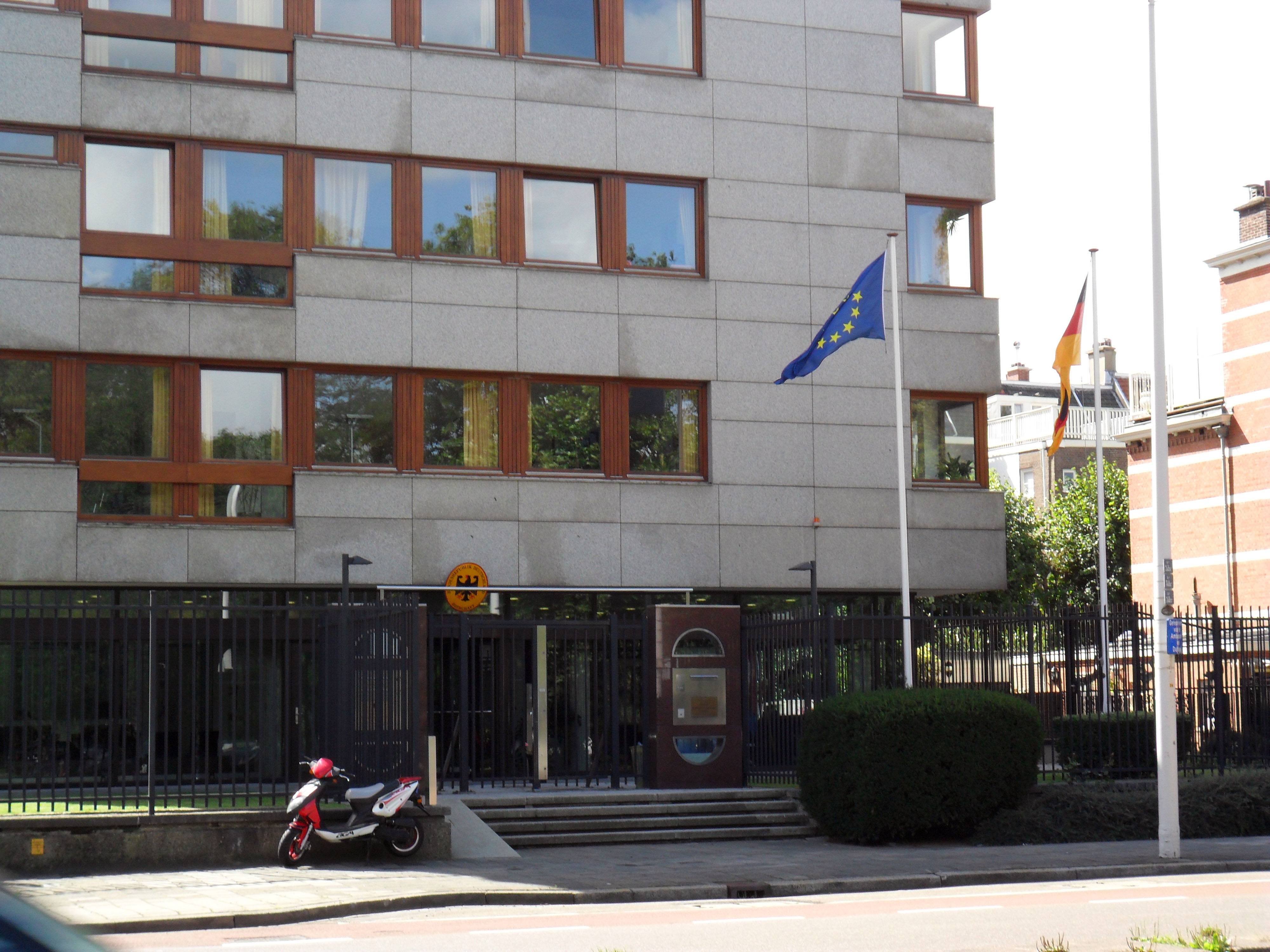
Kanzlei der Botschaft Den Haag (2010)

Die Kanzlei der Botschaft befindet sich im Botschaftsviertel am nördlichen Stadtrand der niederländischen Stadt Den Haag, in der die Regierung und das Parlament des Landes den Sitz hat. Die Straßenadresse lautet: Groot Hertoginnelaan 18–20, 2517 EG Den Haag.
Die Kanzlei der Botschaft entstand in den Jahren 1971 bis 1974. Es handelt sich um ein recht modernes, kubisches Gebäude der Architektur der 1970er Jahre. Ende der 1980er Jahre fanden umfangreiche Umbaumaßnahmen statt. Im Jahr 2006 erfolgten weitreichende bauliche Änderungen, die auf verschärfte Brandschutz- und Sicherheitsanforderungen eingingen. 
In dem Gebäude ist auch die Ständige Vertretung der Bundesrepublik Deutschland bei der OVCW untergebracht.
Der Kölner Bildhauer und Maler Jürgen Hans Grümmer schuf die Kunst am Bau des Kanzleigebäudes. Diese erstreckt sich auf den Innen‐ und den Außenraum der Erdgeschossebene. Sie bezieht Wände, Bodenflächen sowie einen Brunnen ein. Im Treppenhaus der Kanzleieingangshalle wurden Wandpaneele mit Baummotiven installiert. Ein aus Basaltlavablöcken geschaffener Brunnen ist ein Blickfang im Außenbereich.
Die Residenz des Botschafters ist Huis Schuylenburch.

## Auftrag und Organisation
Die Deutsche Botschaft Den Haag hat den Auftrag, die deutsch-niederländischen Beziehungen zu pflegen, die deutschen Interessen gegenüber der Regierung des Königreichs Niederlande zu vertreten und die Bundesregierung über Entwicklungen im Gastland zu unterrichten.
Die Botschaft gliedert sich in die Referate für Politik, Presse- und Öffentlichkeitsarbeit, Wirtschaft, Recht und Soziales, Kultur und Bildung sowie den Militärattachéstab.
Das Deutsche Generalkonsulat Amsterdam nimmt die Rechts- und Konsularaufgaben in den Niederlanden und in den Überseegebieten Aruba, Curaçao, St. Maarten, Bonaire, St. Eustatius und Saba wahr.
Honorarkonsuln der Bundesrepublik Deutschland sind in Rotterdam, Almelo, Groningen, Maastricht und Middelburg sowie in den Überseegebieten in Oranjestad (Aruba) und Willemstad (Curaçao) bestellt und ansässig.

## Geschichte
Bereits der Norddeutsche Bund und das Deutsche Reich unterhielten diplomatische Vertretungen in den Niederlanden. Nach dem Zweiten Weltkrieg eröffnete die Bundesrepublik Deutschland am 28. Juni 1951 ihre Botschaft in Den Haag.
Die DDR betrieb seit 1955 eine Kammervertretung (Kammer für Außenhandel) in Den Haag. Die DDR und das Königreich Niederlande nahmen am 5. Januar 1973 diplomatische Beziehungen auf, woraufhin die DDR eine Botschaft in Den Haag eröffnete, die im Jahr 1990 mit dem Beitritt der DDR zur Bundesrepublik Deutschland geschlossen wurde.